# Bea Cabezas i Blasco
Bea Cabezas i Blasco   (Barcelona, 1976) és una escriptora i periodista catalana. Es va llicenciar en periodisme i ha col·laborat amb mitjans com la revista El Temps i el Diari Avui.

## Publicacions
- 2008 - El monestir de les ombres
- 2010 - La ciutat vertical: L'obra narra la vida d'un noi català a la Nova York de finals del segle xix i principi del XX.[2] va rebre el Premi Carlemany. Està inspirada en una revista anomenada La Llumanera de Nova York.[3]
- 2013 - Em prenyades ISBN 978-84-6641-648-1
- 2017- La nit abans (Rosa dels vents). Ambientada a El diari de Barcelona l'any 1965.
- 2023-La lliçó de piano (Empúries)

## Premis i reconeixements
- 2010 - Premi Carlemany per La ciutat vertical[1]